# Selegilin

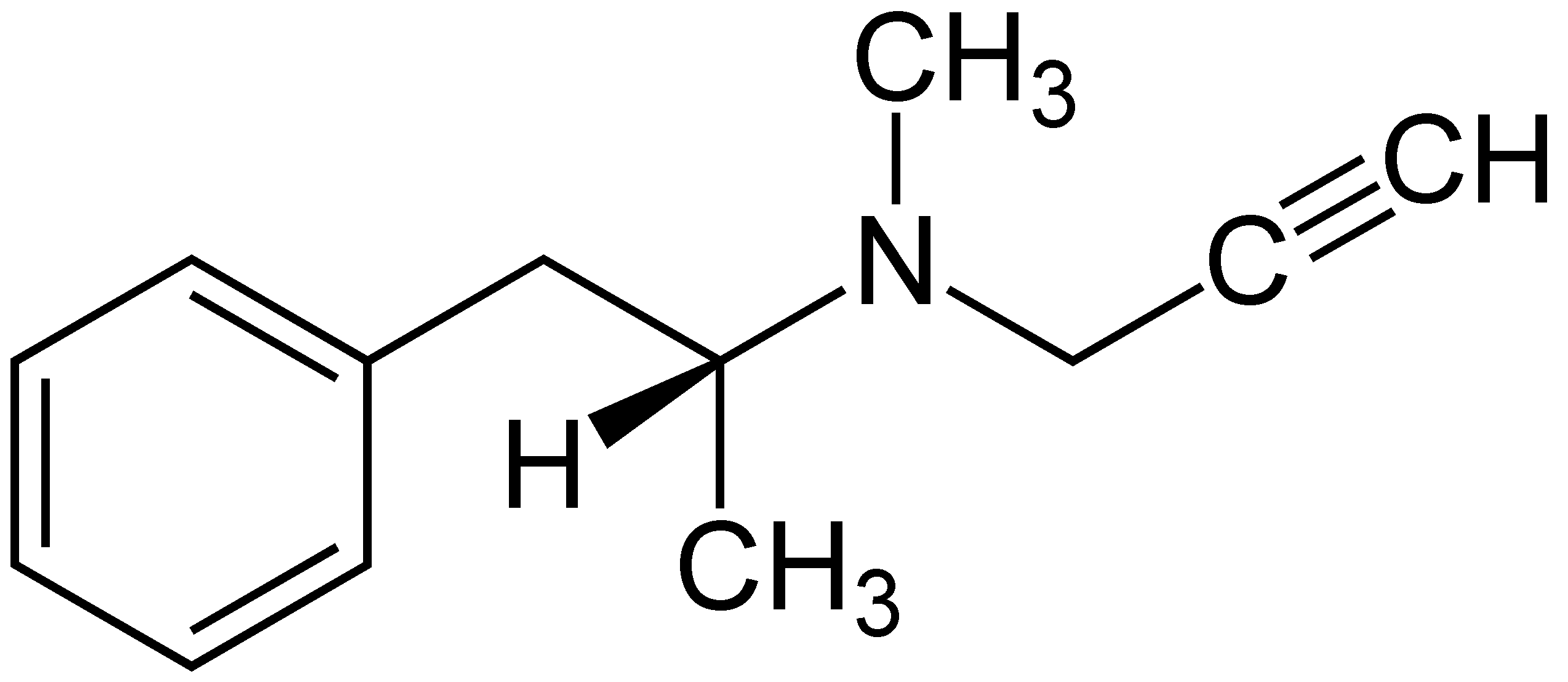
Strukturformel

Selegilin är ett läkemedel som används vid Parkinsons sjukdom. Det verkar genom att hämma ett enzym som heter MAO-B, och förhindrar på så sätt dopaminets nedbrytning i centrala nervsystemet. Eftersom mindre dopamin bryts ner minskar behovet av levodopa. Biverkningar som förekommer är aptitlöshet, illamående, kräkningar, ofrivilliga ryckningar, oro, mardrömmar och sömnsvårigheter.
I låga doser har inte Selegilin någon antidepressiv effekt, eftersom det då bara blockerar MAO-B. I doser över 10-15 mg peroralt kommer det dock att börja blockera även MAO-A, vilket har en antidepressiv verkan. Dock leder detta även till att känsligheten för tyraminrika livsmedel ökar. MAO-A bryter ner tyramin, och tyramin som inte bryts ner kan orsaka väldigt högt blodtryck.
I Sverige skrivs inte Selegilin ut mot depression, i USA finns det dock en beredning med Selegilin i transdermalt plåster som används mot depression, eftersom man på så vis kringgår den tyraminhöjande effekten. Det läkemedlet är dock ej registrerat i Sverige.